# Fahéjmellű mézevő
A fahéjmellű mézevő (Melidectes torquatus) a madarak osztályának verébalakúak (Passeriformes) rendjébe és a mézevőfélék (Meliphagidae) családjába tartozó faj.

## Rendszerezése
A fajt Philip Lutley Sclater angol ornitológus írta le 1873-ban.

## Alfajai
- Melidectes torquatus cahni Mertens, 1923
- Melidectes torquatus emilii A. B. Meyer, 1886
- Melidectes torquatus mixtus Rand, 1941
- Melidectes torquatus nuchalis Mayr, 1936
- Melidectes torquatus polyphonus Mayr, 1931
- Melidectes torquatus torquatus P. L. Sclater, 1874[2]

## Előfordulása
Indonézia és Pápua Új-Guinea területén honos. Természetes élőhelyei a szubtrópusi és trópusi hegyi esőerdők, valamint erősen leromlott egykori erdők, szántók, vidéki kertek és városias környezet. Állandó, nem vonuló faj.

## Megjelenése
Testhossza 23 centiméter, testtömege 34-58 gramm.

## Életmódja
Gerinctelenekkel, főleg rovarokkal táplálkozik.

## Természetvédelmi helyzete
Az elterjedési területe nagy, egyedszáma pedig növekvő. A Természetvédelmi Világszövetség Vörös listáján nem fenyegetett fajként szerepel.